# Katalin Hollósy
Katalin Hollósy (Budapest, 16 de febrero de 1950) es una deportista húngara que compitió en piragüismo en la modalidad de aguas tranquilas. Ganó una medalla de oro en el Campeonato Mundial de Piragüismo de 1971 en la prueba de K2 500 m.
Participó en los Juegos Olímpicos de Múnich 1972, donde finalizó cuarta en la prueba de K2 500 m.

## Palmarés internacional
| Campeonato Mundial | Campeonato Mundial    | Campeonato Mundial | Campeonato Mundial |
| Año                | Lugar                 | Medalla            | Evento             |
| ------------------ | --------------------- | ------------------ | ------------------ |
| 1971               | Belgrado (Yugoslavia) | Medalla de oro     | K2 500 m           |